# Linostinae
De Linostinae zijn een onderfamilie van vlinders (Lepidoptera) uit de familie van de grasmotten of Crambidae. Deze onderfamilie is in 1956 beschreven door Hans Georg Amsel. De onderfamilie bevat één geslacht, Linosta Möschler, 1882, met vier soorten.